# Lobbyist
Lobbyist (로비스트?, RobiseuteuLR) è una serie televisiva sudcoreana trasmessa su SBS dal 10 ottobre al 26 dicembre 2007.

## Trama
L'infanzia felice di Joo-ho cambia quando il padre, un soldato, resta ucciso in un'operazione anti-spionaggio, spingendolo ad andare a vivere dalla zia negli Stati Uniti. Qui lo zio abusa di Joo-ho, che lo uccide e scappa con la sorellina Soo-ji, finendo a vivere per strada sotto il nome di Harry e ritrovandosi coinvolto con la mafia. Incontra Maria, una ragazza minacciata da un boss mafioso, e la salva, scoprendo poi che è una sua amica d'infanzia, So-young. Entrambi diventano lobbisti per due diverse organizzazioni criminali e, quando ritornano in Corea, si ritrovano ad essere rivali.

## Personaggi
- Harry/Kim Joo-ho, interpretato da Song Il-gook e Lee Hyun-woo (da giovane)
- Maria/Yoo So-young, interpretata da Jang Jin-young e Nam Ji-hyun (da giovane)
- Kang Tae-hyuk, interpretato da Han Jae-suk
- James Lee, interpretato da Heo Joon-ho
- Madame Chae, interpretata da Kim Mi-sook
- Eva/Yoo Moon-young, interpretata da Yoo Sun e Park Eun-bin (da giovane)
- Karen/Kim Soo-ji, interpretata da Choi Ja-hye
- Presidente Kang, interpretato da Kim Sung-kyum
Padre di Tae-hyuk.
- Jang Tae-sung, interpretato da Lee Jae-yong
Padre di Mi-ran.
- Jang Mi-ran, interpretata da Jung Yoon-jo
- Yoo Sung-shik, interpretato da Sung Ji-ru
Padre di Maria ed Eva.
- Kim Jung-soon, interpretata da Lee Mi-young
Madre di Maria ed Eva.
- Andy, interpretato da Kim Da-hyun
Figlio di Chae.
- Yang Dong-jin, interpretato da Sung Chang-hoon
- Michael, interpretato da Jun-seong Kim
- "Yankee", interpretato da Choi Min
- Park So-ja, interpretato da Bang Gil-seung
- "Brown Bear", interpretato da Kim Yang-woo
- Maggie, interpretata da Kim Seo-ra
Zia di Harry.
- Kang Tae-joon, interpretato da Lee Seung-hyung
Fratellastro di Tae-hyuk.
- Reporter Song, interpretata da Lee Jin-ah
- Mafioso, interpretato da Manny Oliverez
- Mafioso, interpretato da Devin Rumer
- Luciano, interpretato da John J. Quinn
- Jack, interpretato da Brian Townes
- Cameriere, interpretato da James Nalitz
- Autista, interpretato da Jefferson Smith
- Amica di una ragazza sorda, interpretata da Jiyeon